# Ritterorden vom Allerheiligsten Erlöser und der Heiligen Brigitta von Schweden

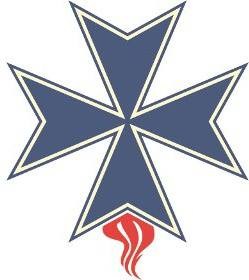
Wappensymbol des Ritter-ordens vom Allerheiligsten Erlöser und der Heiligen Brigitta von Schweden – Es besteht aus einem blauen Malteserkreuz und einer roten Flamme unter diesem.

Der Ritterorden des Allerheiligsten Erlösers und der Heiligen Brigitte von Schweden war ein Ritterorden. Er ist auch bekannt als Ritterorden der Heiligen Birgitta von Schweden.
Der Orden wurde 1366 in Vadstena, Schweden, begründet. 1378 erfolgte die päpstliche Anerkennung durch Papst Urban VI. Der Ritterorden bildete einen militärischen Arm des 1346 begründeten und bis heute bestehenden monastischen Erlöserordens. Spätestens im Zuge der Reformation in Schweden wurde der Ritterorden um 1550 aufgelöst.
1859 erfolgte in Kampanien die Neukonstituierung des Ritterordens durch Conte Vincenzo Abbate de Castello d’Orleans mit neuem Hauptsitz in Capua. Der Heilige Stuhl hat die Anerkennung dieser Anordnung wiederholt bestritten, sowohl durch eine Klarstellung im Jahr 2012 als auch bereits 1970 in der Zeitung „Osservatore Romano“. Der Staatsrat der Italienischen Republik und weitere italienischen Gerichte haben schließlich die Anerkennung des Ritterordens verweigert und damit frühere Anerkennungsurteile aufgehoben. Diese Neukonstituierung entbehrt daher jeder staatlichen Anerkennung und kann in die sogenannten „self style orders“ aufgenommen werden.